# كارنوف (لعبة فيديو)
كارنوف (بالإنجليزية: Karnov)‏، هي لعبة فيديو يابانية، وهي من تطوير ونشر داتا إيست، صدرت اللعبة في الأسواق سنة 1987، وتعمل على منصات نينتندو إنترتينمنت سيستم وكومودور 64 وزد إكس سبكتروم وأمستراد سي بي سي وحاسوب آي بي إم الشخصي وماك أو إس الكلاسيكي.